# كونترا ريبرث
كونترا ريبرث (بالإنجليزية: Contra ReBirth)‏ (باليابانية: 魂斗羅リバース ) ، هي لعبة إلكترونية من نوع أقتل واجري، صدرت عام 2009م.

## وصلة خارجية
- Konami's official page for Contra ReBirth